# Peder Kjær
Peder Kjær-Andersen (født 23. februar 1935) er en tidligere dansk fodboldspillere, som spillede for AGFs guldalderhold i 1950erne.
Peder Kjær debuterede som blot 17-årig for AGF i 1952, og året efter på det danske U/21-landshold. I 1957 fik debut på A-landsholdet i en venskabskamp mod IslandIsland. Det blev til i alt tre A-landskampe.
Peder Kjær var med til at vinde DM-guld med AGF hele fire gange: I 1955, 1956, 1957 og 1960. Og han var også med til at vinde pokalfinalen med AGF tre gange, I 1957, 1960 og 1961. I 1957 scorede han på sidste spilledag det afgørende sejrsmål i et opgør mod Frem, der sikrede guldmedaljerne. 